# Ентекавір
Ентекавір — синтетичний противірусний препарат з групи нуклеозидних інгібіторів зворотньої транскриптази для прийому всередину. Ентекавір був розроблений компанією «Bristol-Myers Squibb» та був затверджений FDA у березні 2005 року.

## Фармакологічні властивості
Ентекавір — синтетичний противірусний препарат з групи нуклеозидних інгібіторів зворотньої транскриптази. Механізм дії препарату полягає в утворенні активного метаболіту — ентекавіру трифосфату, що інгібує фермент вірусу гепатиту B зворотню транскриптазу та інгібує α-, β- та γ-ДНК-полімерази. Ентекавір інгібує ДНК-полімеразу вірусу на гепатиту В, що сприяє швидкому пригніченні реплікації вірусу гепатиту В на усіх трьох її етапах — праймінг-ініціації, синтезу зворотнього ланцюжка ДНК та синтезу позитивного ланцюжка ДНК вірусу гепатиту В. Ентекавір активний до вірусу гепатиту B та незначно активний до вірусу імунодефіциту людини. Ентекавір активний також до штамів вірусу гепатиту В, стійких до ламівудину.

### Фармакокінетика
Ентекавір при прийомі всередину швидко всмоктується, максимальна концентрація в крові досягається протягом 30—90 хвилин. Біодоступність препарату становить 100%. В клітинах ентекавір фосфорилюється до активного метаболіту — ентекавіру трифосфату, що має подовжений час напіввиведення з клітин (15 годин). Високі концентрації ентекавіру створюються у більшості тканин. Немає даних, чи препарат проникає через гематоенцефалічний бар'єр. Ентекавір проникає через плацентарний бар'єр. Немає даних, чи препарат виділяється в грудне молоко. Ентекавір в незначній кількості метаболізується в печінці, виводиться з організму переважно нирками в незміненому вигляді. Період напіввиведення ентекавіруу складає 128–149 годин, при порушенні функції нирок цей час може збільшуватись.

## Показання
Ентекавір застосовується для лікування хронічного вірусного гепатиту B з ознаками реплікації вірусу та активного запалення в печінці, у тому числі з декомпенсованим ураженням печінки.

## Побічна дія
При застосуванні ентекавіру можливі наступні побічні ефекти: часто (1—10%) головний біль, швидка втомлюваність; решта побічних ефектів спостерігаються рідко (0,01—0,1%) — нудота, блювання, безсоння або сонливість, запаморочення, алергічні реакції, висипання на шкірі, алопеція, підвищення активності амінотрансфераз в крові, підвищення рівня білірубіну в крові, ниркова недостатність, лактатацидоз. При відміні ентекавіру можливе загострення вірусного гепатиту B. У хворих з поєднаною інфекцією ВІЛ та вірусного гепатиту B під час проведення комбінованої антиретровірусної терапії зростає імовірність лактатацидозу та гепатонекрозу. Крім того, у хворих з поєднаною інфекцією ВІЛ та вірусного гепатиту B зростає імовірність стійкості вірусу ВІЛ до інших нуклеозидних інгібіторів зворотньої транскриптази та імовірність мутації резистентності в генові, що кодує фермент вірусу ВІЛ зворотню транскриптазу.

## Протипокази
Ентекавір протипоказаний при підвищеній чутливості до препарату, дітям до 16 років. З обережністю застосовують при вагітності та нирковій недостатності. Під час лікування ентекавіром рекомендовано припинити годування грудьми.

## Форми випуску
Ентекавір випускається у вигляді таблеток по 0,0005 та 0,001 г і розчину для перорального застосування у флаконах по 210 мл із вмістом ентекавіру по 0,05 мг/мл.